# Julie Chu
Julie Chu (née le 13 mars 1982 à Bridgeport dans l'État du Connecticut) est une joueuse américaine de hockey sur glace  qui évoluait dans la ligue élite féminine en tant qu'attaquante.
Elle a remporté trois médailles d'argent olympiques aux Jeux olympiques de Salt Lake City en 2002, Jeux olympiques de Vancouver en 2010 et aux Jeux olympiques de Sotchi en 2014 et une médaille de bronze aux Jeux olympiques de Turin en 2006. Elle a également représenté les États-Unis dans 9 championnats du monde, remportant 5 médailles d'or et 4 médailles d'argent.
Elle a remporté trois fois la Coupe Clarkson avec l'équipe des Canadiennes de Montréal et une fois dans le  championnat WWHL.

## Carrière

### En club
Surnommée Chuey, elle commence à jouer au hockey à huit ans, après une tentative infructueuse en patinage artistique.
Au cours de ses quatre années universitaires aux Crimson d'Harvard dans la NCAA, elle domine le classement en termes de mentions d'assistance et obtient 284 points, soit le total le plus élevé pour une joueuse de hockey dans l'histoire de la NCAA jusqu'à ce que le record soit battu en 2011.
Lors de sa première saison avec les Stars de Montréal en 2010-2011, Chu fait partie du top 5 des meilleures compteuses, récoltant 35 points, 5 buts et 30 passes en seulement 19 matchs. Elle est la seule joueuse à avoir remporté la Coupe Clarkson avec deux équipes différentes dans deux championnats différents (en 2009-2010 avec les Whitecaps du Minnesota de la Ligue féminine de hockey de l'Ouest et à nouveau en 2010-2011 avec les Stars de Montréal dans la Ligue canadienne de hockey féminin).

### Au niveau international
Au sein de l'équipe nationale américaine depuis 2000, Julie Chu a remporté la médaille d'argent aux Jeux olympiques de 2002, 2010  ainsi que la médaille de bronze en 2006.  Elle est médaillée à plusieurs reprises aux Championnats mondiaux. Chu est la meilleure marqueuse au Championnat mondial de 2009 avec dix points (cinq buts, cinq passes). En 150 matchs internationaux avec l'équipe nationale, Chu a marqué 40 buts et a reçu 83 mentions d'aide.
Chu est la première américaine d'origine asiatique à jouer pour l'équipe olympique américaine de hockey sur glace. Ses parents ont immigré aux États-Unis en 1967.

## Carrière d'entraîneur
En 2007-2008, Chu est entraîneuse adjointe des Bulldogs de l'Université du Minnesota Duluth. Elle aide les Bulldogs à remporter leur quatrième championnat national NCAA. Depuis 2010 à 2013, Chu est assistante-entraîneuse pour l'équipe de hockey féminine de l’Union College, dans l’État de New York. En 2014, elle occupe le même poste pour l'équipe des Stingers de Concordia dans le réseau universitaire canadien. Elle devient entraineur-chef de l'équipe en 2016.

## Vie privée
Chu est marié avec la joueuse de hockey canadienne Caroline Ouellette, avec qui elle a eu une fille en 2017 et une seconde fille en 2020 ,..

## Statistiques

### En club
| Saison      | Équipe                  | Ligue       |                            | Saison régulière           | Saison régulière           | Saison régulière           | Saison régulière           | Saison régulière           |                            | Séries éliminatoires       | Séries éliminatoires       | Séries éliminatoires       | Séries éliminatoires | Séries éliminatoires |
| Saison      | Équipe                  | Ligue       | PJ                         | B                          | A                          | Pts                        | Pun                        | PJ                         | B                          | A                          | Pts                        | Pun                        |                      |                      |
| 2002-2003   | Crimson d'Harvard       | NCAA        | 34                         | 42                         | 51                         | 93                         | 14                         |                            |                            |                            |                            |                            |                      |                      |
| 2003-2004   | Crimson d'Harvard       | NCAA        | 32                         | 15                         | 41                         | 56                         | 28                         |                            |                            |                            |                            |                            |                      |                      |
| 2004-2005   | Crimson d'Harvard       | NCAA        | 33                         | 13                         | 56                         | 69                         | 22                         |                            |                            |                            |                            |                            |                      |                      |
| 2006-2007   | Crimson d'Harvard       | NCAA        | 30                         | 18                         | 48                         | 66                         | 20                         |                            |                            |                            |                            |                            |                      |                      |
| 2007-2008   | Whitecaps du Minnesota  | WWHL        | Statistiques indisponibles | Statistiques indisponibles | Statistiques indisponibles | Statistiques indisponibles | Statistiques indisponibles | Statistiques indisponibles | Statistiques indisponibles | Statistiques indisponibles | Statistiques indisponibles | Statistiques indisponibles |                      |                      |
| 2008-2009   | Whitecaps du Minnesota  | WWHL        | Statistiques indisponibles | Statistiques indisponibles | Statistiques indisponibles | Statistiques indisponibles | Statistiques indisponibles | Statistiques indisponibles | Statistiques indisponibles | Statistiques indisponibles | Statistiques indisponibles | Statistiques indisponibles |                      |                      |
| 2010-2011   | Stars de Montréal       | LCHF        | 19                         | 5                          | 30                         | 35                         | 4                          | 4                          | 0                          | 4                          | 4                          | 0                          |                      |                      |
| 2011-2012   | Stars de Montréal       | LCHF        | 15                         | 5                          | 10                         | 15                         | 2                          | 4                          | 1                          | 3                          | 4                          | 4                          |                      |                      |
| 2012-2013   | Stars de Montréal       | LCHF        | 14                         | 2                          | 7                          | 9                          | 2                          | 4                          | 0                          | 1                          | 1                          | 2                          |                      |                      |
| 2013-2014   | Stars de Montréal       | LCHF        | 2                          | 0                          | 0                          | 0                          | 0                          | 3                          | 0                          | 1                          | 1                          | 2                          |                      |                      |
| 2014-2015   | Stars de Montréal       | LCHF        | 20                         | 2                          | 15                         | 17                         | 12                         | 3                          | 0                          | 0                          | 0                          | 0                          |                      |                      |
| 2015-2016   | Canadiennes de Montréal | LCHF        | 15                         | 3                          | 9                          | 12                         | 4                          | 3                          | 2                          | 2                          | 4                          | 0                          |                      |                      |
| 2016-2017   | Canadiennes de Montréal | LCHF        | 10                         | 1                          | 4                          | 5                          | 4                          | -                          | -                          | -                          | -                          | -                          |                      |                      |
| Totaux NCAA | Totaux NCAA             | Totaux NCAA | 129                        | 88                         | 196                        | 284                        | 84                         | -                          | -                          | -                          | -                          | -                          |                      |                      |
| Totaux LCHF | Totaux LCHF             | Totaux LCHF | 95                         | 18                         | 75                         | 93                         | 28                         | 21                         | 3                          | 11                         | 14                         | 6                          |                      |                      |

### Au niveau international
| Année | Équipe     | Compétition          |   | PJ | B | A  | Pts | Pun                |  | Résultat |
| 2001  | États-Unis | Championnat du monde | 5 | 1  | 7 | 8  | 2   | Médaille d'argent  |  |          |
| 2002  | États-Unis | Jeux olympiques      | 5 | 2  | 2 | 4  | 2   | Médaille d'argent  |  |          |
| 2004  | États-Unis | Championnat du monde | 4 | 1  | 1 | 2  | 2   | Médaille d'argent  |  |          |
| 2005  | États-Unis | Championnat du monde | 5 | 2  | 4 | 6  | 2   | Médaille d'or      |  |          |
| 2006  | États-Unis | Jeux olympiques      | 5 | 0  | 5 | 5  | 0   | Médaille de bronze |  |          |
| 2007  | États-Unis | Championnat du monde | 5 | 0  | 3 | 3  | 0   | Médaille d'argent  |  |          |
| 2008  | États-Unis | Championnat du monde | 5 | 0  | 7 | 7  | 2   | Médaille d'or      |  |          |
| 2009  | États-Unis | Championnat du monde | 5 | 5  | 5 | 10 | 0   | Médaille d'or      |  |          |
| 2010  | États-Unis | Jeux olympiques      | 5 | 2  | 4 | 6  | 0   | Médaille d'argent  |  |          |
| 2011  | États-Unis | Championnat du monde | 5 | 1  | 6 | 7  | 0   | Médaille d'or      |  |          |
| 2012  | États-Unis | Championnat du monde | 5 | 2  | 1 | 3  | 2   | Médaille d'argent  |  |          |
| 2013  | États-Unis | Championnat du monde | 5 | 1  | 0 | 1  | 0   | Médaille d'or      |  |          |
| 2014  | États-Unis | Jeux olympiques      | 5 | 0  | 1 | 1  | 2   | Médaille d'argent  |  |          |

## Honneurs et distinctions individuelles
- Trois fois élue All American dans la NCAA.
- Trois fois finaliste de la NCAA Frozen Four.
- 2007 : remporte le trophée Patty Kazmaier.
- 2002, 2006, 2010 : médaillée olympique.
- Quatre médailles d'or et trois d'argent aux championnats mondiaux de hockey féminin.
- 2 fois championne de la Coupe Clarkson (2008-2009), (2010-2011).